# Marios Orfanidīs
Marios Orfanidīs (in greco: Μάριος Ορφανίδης; 16 marzo 1940) è un ex calciatore cipriota, di ruolo centrocampista.

## Carriera
Ha giocato 2 partite per la Nazionale cipriota nel 1965.